# Markus Buchmann
Markus Buchmann (* 15. Oktober 1976) ist ein ehemaliger deutscher Basketballspieler.

## Laufbahn
Buchmann spielte Basketball bei der DJK Waldram am Starnberger See. Im Alter von 14 Jahren zog er mit seiner Familie nach Würzburg. Er spielte für die TG Würzburg, ehe der 1,81 Meter große Aufbauspieler zur DJK Würzburg wechselte. Er kam in der Regionalliga zum Einsatz und gehörte zum erweiterten Aufgebot der DJK-Profimannschaft. Im Januar 1999 kam er in einem Bundesligaspiel zum Einsatz.
2000/01 spielte er mit dem TSV Crailsheim in der Regionalliga, 2001/02 dann in der 2. Basketball-Bundesliga. Buchmann ging nach Würzburg zurück, war in der Saison 2002/03 und zu Beginn des Spieljahres 2003/04 Mitglied der Regionalliga-Mannschaft des SC Heuchelhof, Anfang Dezember 2003 wechselte er zur TS Herzogenaurach, für die er in der Regionalliga vier Spiele bestritt.